# Ein Drilling kommt selten allein
Ein Drilling kommt selten allein ist eine deutsche Fernseh-Komödie von Dietmar Klein aus dem Jahr 2012 mit Thekla Carola Wied und Günther Maria Halmer in den Hauptrollen. 2014 erschien die Fortsetzung Vier Drillinge sind einer zu viel.

## Handlung
Linda Rosenau ist die erfolgreiche Chefredakteurin des überregionalen Frauenmagazins Marlene. Sie ist ständig auf Achse und lebt regelrecht für ihren Beruf. Dadurch hat sie auch selten bis keine Zeit für ihre Tochter Leonie und deren Drillinge. Selbst wenn Leonie um Hilfe bittet, wird sie abgewimmelt. Erst als sie nach einem Schwächeanfall ins Krankenhaus muss, bleibt Linda keine andere Wahl als sich um die Kinder zu kümmern. Schließlich wurde Leonie gerade von ihrem Lebenspartner Patrick verlassen. Er hatte herausgefunden, dass die Kinder nicht von ihm sind, sondern von einem One-Night-Stand. Zwar kann Linda den Vater nicht ausfindig machen, aber mit dem gerade pensionierten Lehrer Dr. Jakob Buchmann kann sie zumindest den Großvater für die Aufsicht seiner Enkel einspannen.
Doch der Lateinlehrer will eigentlich nur noch weg aus Deutschland, um seinen Lebensabend in Kanada zu verbringen. Stattdessen muss er in Lindas Loft übernachten, um sich um seine Enkel zu kümmern. Schlimmer ist allerdings, dass sie ihn mit ihren Anglizismen und Oberflächlichkeiten nervt. Linda hingegen hat wenig mit Kindern zu tun und hat nur ihre Zeitschrift im Kopf. Gerade jetzt haben sich die Probleme gehäuft. Die neuen Besitzer wollen mehrere Journalisten entlassen, den Inhalt reduzieren, damit sie die Rendite steigern können. Dazu haben sie mit Arne Hansen den richtigen Mann geschickt. Er hat nur Zahlen im Kopf und will sich gar nicht mit den Schicksalen auseinandersetzen.
Aber Linda wehrt sich gegen diese neuen Vorgaben und kämpft für ihre Mitarbeiter. Dabei steht ihr auch Jakob bei. Sie sieht, wie rührend er sich um ihre Enkel kümmert, und beide kommen sich emotional näher. Als sie gemeinsam mit den Kindern Leonie im Krankenhaus besuchen, entdecken sie dabei den Vater der Kinder. Thomas war auf einer Reise, hatte einen Unfall und erwacht nun aus dem Koma, wo er sich seinen drei Kindern gegenübersieht. Aber nach dem ersten Schock und Streit schaffen es nicht nur Linda und Jakob, sondern auch Leonie und Thomas zusammenzukommen.

## Hintergrund
Der Film wurde unter dem Arbeitstitel Drillinge vom 20. August bis 17. Oktober 2011 in München gedreht. Die Erstausstrahlung war am 10. Februar 2012 in der ARD. Dabei wurde er von 5,55 Millionen Zuschauern gesehen, was einem Marktanteil von 16,4 Prozent entsprach.

## Kritiken
„Komödiantischer (Fernseh-)Familienfilm um ein ungleiches Duo und seine Gefühlslagen.“

„Natürlich sind die Filmbabys süß. Und die Darsteller wirklich gut: Die junge Mama ist erfrischend, die Oldies kabbeln sich sehr charmant. „Nur“ die Story ist von A bis Z vorhersehbar. […] Fluffige Satire zwischen lauter vollen Windeln.“